# ماني سانتياغو
ماني سانتياغو (بالإنجليزية: Manny Santiago)‏ هو متزلج لوحي أمريكي، ولد في 10 سبتمبر 1985 في Cayey, Puerto Rico ‏ في الولايات المتحدة.